# NGC 3272
NGC 3272 је двојна звезда у сазвежђу Мали лав која се налази на NGC листи објеката дубоког неба.
Деклинација објекта је + 28° 28' 10" а ректасцензија 10h 31m 48,1s. Привидна величина (магнитуда) објекта NGC 3272 износи 11,8.